# FMジュークボックス (NHK金沢)
『FMジュークボックス』（エフエムジュークボックス）は、2010年4月から2014年3月まで石川県内のNHK-FMで毎月最終金曜日に放送されていたNHK金沢放送局制作の音楽トーク番組。
番組タイトルの『ジュークボックス』は音楽を届ける機械であるジュークボックスからとられているが、「ジューク」には石川県の市町村の数である「19（じゅー・く）」がかけられている。
1966年から1977年まで放送されていた、NHK-FMの同名番組とは無関係。

## 番組概要
NHK金沢放送局の開局80周年を記念して2010年4月から放送が開始された。視聴者から投稿及び曲のリクエストを募集し、それを紹介しながら進められる。
NHK金沢放送局所属アナウンサーの出演予定の番組やNHK金沢放送局制作の放送予定の番組の広報が行われることもある。
月ごとに番組のテーマが設定されるが、初代MCの片山千恵子が放送で語っていたところによれば、募集する投稿・曲のテーマは自由であり、実際多彩な話題が投稿されている。ただし、放送時間内にMCによって紹介されるお便り・曲は、募集テーマに沿ったものが多かった。
様々な年代の聴取者から投稿が寄せられ、オンエアされる曲のジャンルが非常に多彩であることが特徴ではあるが、金沢ケーブルテレビネット(KCT) の番組で「NHK金沢放送局の若者向けFMラジオ番組」と紹介されたこともあり、金沢局は主な視聴者として若者を想定していたようである。

## 放送時間
- 毎月最終金曜日 18:00 - 18:50（JST）

※本来この時間に放送されている『とことん○○』の再放送（2013年3月までは『FMトワイライト』）は休止される。

## 各コーナー紹介

### あんやとね80年
2010年度の通年コーナー。NHK金沢放送局にゆかりのある方へのインタビュー（聞き手：福井慎二）。テレビでは、平日12時前に放送された地域情報番組『かがのと情報丼』の最終金曜日に放送されたが、2011年3月は同年3月11日に発生した東北地方太平洋沖地震（東日本大震災）に伴う特別放送体制によりFMのみの放送となった。また、『かがのと情報丼』は、東日本大震災発生に伴い2011年3月17日以降の放送は休止されている。
| 放送月 | 肩書                                                       | 氏名       |
| ------ | ---------------------------------------------------------- | ---------- |
| 4月    | NHK金沢放送局初の女性アナウンサー                          | 草野満代   |
| 5月    | 1942年（昭和17年）に金沢放送局制作のラジオ番組に出演       | 小林陽治   |
| 6月    | 元NHK放送劇団                                              | 塚林芳江   |
| 7月    | 1960年度（昭和35年度）全国合唱音楽コンクール準優勝         | 山瀬泰吾   |
| 8月    | 大河ドラマ『利家とまつ〜加賀百万石物語〜』時代考証         | 長谷川孝典 |
| 9月    | 高校野球解説者                                             | 南幸夫     |
| 10月   | 能登半島広域観光協会                                       | 藤平朝雄   |
| 11月   | 1960年（昭和35年）に金沢放送局に新人アナウンサーとして着任 | 古村駿二   |
| 12月   | 元NHK金沢放送合唱団代表                                    | 森保       |
| 1月    | (不明)                                                     | (不明)     |
| 2月    | （『FM北陸ウィーク』のためコーナー休止）                   | (休止)     |
| 3月    | 石川県立美術館館長                                         | 嶋崎丞     |

### いしかわ bonito bonito
2011年度の通年コーナー。bonitoとはスペイン語で「いいね!」「good!」の意味。
県内外そして海外の方に、石川県について好きなところやびっくりしたことを聞くコーナー（聞き手：片山千恵子）。
| 放送月 | 肩書                                              | 氏名              |
| ------ | ------------------------------------------------- | ----------------- |
| 4月    | (放送休止)                                        | (放送休止)        |
| 5月    | 能美市国際交流員/北陸先端科学技術大学院大学研究員 | マーク/ティーダー |
| 6月    | 金沢放送局放送部新人アナウンサー                  | 神戸和貴          |
| 7月    | 金沢放送局放送部副部長                            | 石井かおる        |
| 8月    | （放送休止）                                      | （放送休止）      |
| 9月    | (不明)                                            | (不明)            |
| 10月   | 金沢放送局キャラクター                            | ことじろう        |
| 11月   | 『あさイチ』レポーター                            | 篠山輝信          |
| 12月   | （クリスマススペシャルのため休止）                | （休止）          |
| 1月    | ロンドン五輪代表トランポリン選手                  | 伊藤正樹          |
| 2月    | （『FM北陸ウィーク』のためコーナー休止）          | (休止)            |

### 神戸のいざしゃべらんべ
2012年度の通年コーナー。喋りを仕事にする者としてMCの神戸和貴が、テーマに合わせた小咄を披露し成長していこうというコーナー。
判定委員の石井かおるにより100点満点で点数が付けられる。なお合格は80点以上である。
| 放送月 | 噺の冒頭                                     | 判定委員による講評                                                                                      | 点数   |
| ------ | -------------------------------------------- | --- | ------ |
| 4月    | 7つ下の弟が小学校の修学旅行から帰ってきて･･･ | 話の途中でオチが読め、以前に神戸から直接聞いたことがある話だったが、 神戸家のほのぼのとした一端が見えた | 50点   |
| 5月    | (コーナー休止)                               | (休止)                                                                                                  | (休止) |
| 6月    | (コーナー休止)                               | (休止)                                                                                                  | (休止) |
| 7月    | (放送休止)                                   | (休止)                                                                                                  | (休止) |
| 8月    | (コーナー休止)                               | (休止)                                                                                                  | (休止) |
| 9月    | (コーナー休止)                               | (休止)                                                                                                  | (休止) |
| 10月   | (コーナー休止)                               | (休止)                                                                                                  | (休止) |
| 11月   | (FM北陸ウィーク』のためコーナー休止)         | (休止)                                                                                                  | (休止) |
| 12月   | (コーナー休止)                               | (休止)                                                                                                  | (休止) |
| 1月    | (コーナー休止)                               | (休止)                                                                                                  | (休止) |
| 2月    | (FM北陸ウィーク』のためコーナー休止)         | (休止)                                                                                                  | (休止) |
| 3月    | (コーナー休止)                               | (休止)                                                                                                  | (休止) |

## 月別テーマ・オンエア曲一覧
2011年度
| 放送月 | テーマ                   | アーティスト等                     | 曲等                                                             |
| ------ | ------------------------ | ---------------------------------- | ---------------------------------------------------------------- |
| 4月    | （休止）                 | （休止）                           | （休止）                                                         |
| 5月    | ドライブで聞きたくなる曲 | Dreams Come True                   | 晴れたらいいね                                                   |
| 5月    | ドライブで聞きたくなる曲 | いきものがかり                     | じょいふる                                                       |
| 5月    | ドライブで聞きたくなる曲 | 布袋寅泰                           | スリル                                                           |
| 5月    | ドライブで聞きたくなる曲 | 猪苗代湖ズ                         | I love you & I need you ふくしま                                 |
| 5月    | ドライブで聞きたくなる曲 | Air Supply                         | Making Love Out of Nothing At All(邦題:渚の誓い)                 |
| 5月    | ドライブで聞きたくなる曲 | Eagles                             | 懐かしき '55年                                                   |
| 5月    | ドライブで聞きたくなる曲 | Queen                              | Don't stop me now                                                |
| 5月    | ドライブで聞きたくなる曲 | 嵐                                 | Hapiness                                                         |
| 6月    | 雨                       | Carpenters                         | Rainy Days and Mondays                                           |
| 6月    | 雨                       | MISIA                              | つつみ込むように                                                 |
| 6月    | 雨                       | CCR                                | Have you ever seen the rain(邦題:雨をみたかい)                   |
| 6月    | 雨                       | B.J.Thomas                         | Raindrops Keep Fallin' On My Head(邦題:雨に濡れても)             |
| 6月    | 雨                       | The Cascades                       | Rhythm Of the Rain(邦題:悲しき雨音)                              |
| 6月    | 雨                       | SMAP                               | 世界に一つだけの花                                               |
| 6月    | 雨                       | AKB48                              | ヘビーローテーション                                             |
| 7月    | 夏                       | キャンディーズ                     | 暑中お見舞い申し上げます                                         |
| 7月    | 夏                       | TUBE                               | シーズン・イン・ザ・サン                                         |
| 7月    | 夏                       | 松田聖子                           | 青い珊瑚礁                                                       |
| 7月    | 夏                       | KinKi Kids                         | ジェットコースター・ロマンス                                     |
| 7月    | 夏                       | AKB48                              | ポニーテールとシュシュ                                           |
| 7月    | 夏                       | サザンオールスターズ               | 真夏の果実                                                       |
| 7月    | 夏                       | ゆず                               | 夏色                                                             |
| 7月    | 夏                       | 松任谷由実                         | 夕涼み                                                           |
| 7月    | 夏                       | Journey                            | Don't stop believin'                                             |
| 8月    | (休止)                   | (休止)                             | (休止)                                                           |
| 9月    | 秋の味覚                 | 山口百恵                           | 秋桜                                                             |
| 9月    | 秋の味覚                 | 竹内まりや                         | September                                                        |
| 9月    | 秋の味覚                 | クリスタルキング                   | 愛をとりもどせ                                                   |
| 9月    | 秋の味覚                 | 影山ヒロノブ                       | CHA-LA HEAD-CHA-LA                                               |
| 9月    | 秋の味覚                 | Nat King Cole                      | Autumn Leaves(邦題:枯葉)                                         |
| 9月    | 秋の味覚                 | BUMP OF CHICKEN                    | 天体観測                                                         |
| 9月    | 秋の味覚                 | 東京事変                           | 林檎の唄                                                         |
| 9月    | 秋の味覚                 | AKB48                              | フライングゲット                                                 |
| 10月   | ○○の秋                   | PUFFY                              | これが私の生きる道                                               |
| 10月   | ○○の秋                   | Albert Hammond                     | For the Peace of All Mankind                                     |
| 10月   | ○○の秋                   | Sarah Brightman                    | Stand Alone                                                      |
| 10月   | ○○の秋                   | Norah Jones                        | Don't Know Why                                                   |
| 10月   | ○○の秋                   | ABBA                               | Take A Chance On Me                                              |
| 10月   | ○○の秋                   | SMAP                               | 青いイナズマ                                                     |
| 10月   | ○○の秋                   | Michael Jackson                    | Human Nature                                                     |
| 11月   | ミュージカルソング       | The Lion King                      | Circle of Life                                                   |
| 11月   | ミュージカルソング       | Sister Act 2: Back in the Habit    | Joyful, joyful                                                   |
| 11月   | ミュージカルソング       | RENT                               | I’ll Cover You                                                   |
| 11月   | ミュージカルソング       | Glee                               | Don't Stop Believin'                                             |
| 11月   | ミュージカルソング       | Glee                               | Somebody to Love                                                 |
| 12月   | クリスマスに聴きたい曲   | Mariah Carey                       | All I Want for Christmas Is You                                  |
| 12月   | クリスマスに聴きたい曲   | Boyz II Men                        | Silent night                                                     |
| 12月   | クリスマスに聴きたい曲   | ももいろクローバーZ                | サンタさん                                                       |
| 12月   | クリスマスに聴きたい曲   | 星稜高校合唱部                     | クリスマスメドレー（赤鼻のトナカイ・荒野の果てに・ジングルベル） |
| 12月   | クリスマスに聴きたい曲   | 星稜高校合唱部                     | 思うがままに                                                     |
| 12月   | クリスマスに聴きたい曲   | Sarah Brightman                    | Stand Alone                                                      |
| 12月   | クリスマスに聴きたい曲   | WHAM                               | Last Christmas                                                   |
| 12月   | クリスマスに聴きたい曲   | 映画『ラブ・アクチュアリー』使用曲 | All you need is love                                             |
| 12月   | クリスマスに聴きたい曲   | 映画『ダイ・ハード』使用曲         | LET IT SNOW                                                      |
| 12月   | クリスマスに聴きたい曲   | Lady Gaga                          | Born This Way                                                    |
| 12月   | クリスマスに聴きたい曲   | TK 水野                            | クリスマスソングオリジナルメドレー                               |
| 12月   | クリスマスに聴きたい曲   | Ray Charles                        | Winter Wonderland                                                |
| 12月   | クリスマスに聴きたい曲   | BoA                                | メリクリ                                                         |
| 12月   | クリスマスに聴きたい曲   | 芦田愛菜・鈴木福                   | マル・マル・モリ・モリ!                                          |
| 12月   | クリスマスに聴きたい曲   | EXILE                              | Lovers Again                                                     |
| 12月   | クリスマスに聴きたい曲   | akiko                              | I Saw Mommy Kissing Santa Claus                                  |
| 12月   | クリスマスに聴きたい曲   | ヒャダイン                         | クリスマス?なにそれ?美味しいの?                                  |
| 12月   | クリスマスに聴きたい曲   | Bobby Helms                        | JINGLE BELL ROCK                                                 |
| 12月   | クリスマスに聴きたい曲   | globe                              | DEPARTURES                                                       |
| 12月   | クリスマスに聴きたい曲   | DREAMS COME TRUE                   | SNOW DANCE                                                       |
| 12月   | クリスマスに聴きたい曲   | KARA                               | ウインターマジック                                               |
| 12月   | クリスマスに聴きたい曲   | 猪苗代湖ズ                         | I love you & I need you ふくしま                                 |
| 12月   | クリスマスに聴きたい曲   | いきものがかり                     | 笑ってたいんだ                                                   |
| 12月   | クリスマスに聴きたい曲   | John Lennon and Yoko Ono           | Happy Xmas (War Is Over)                                         |
| 1月    | 2012年度の目標           | 広瀬香美                           | ロマンスの神様                                                   |
| 1月    | 2012年度の目標           | いきものがかり                     | プラネタリウム                                                   |
| 1月    | 2012年度の目標           | Tony Bennett                       | Smile                                                            |
| 1月    | 2012年度の目標           | Super Heavy                        | Super Heavy                                                      |
| 1月    | 2012年度の目標           | KARA                               | ジャンピン                                                       |
| 1月    | 2012年度の目標           | Dreams Come True                   | うれしい!たのしい!大好き!                                        |
| 2月    | 卒業応援ソング特集       | 荒井由実                           | 卒業写真                                                         |
| 2月    | 卒業応援ソング特集       | 海援隊                             | 贈る言葉                                                         |
| 2月    | 卒業応援ソング特集       | Elton John                         | your song                                                        |
| 2月    | 卒業応援ソング特集       | 斉藤由貴                           | 卒業                                                             |
| 2月    | 卒業応援ソング特集       | ウルフルズ                         | ガッツだぜ                                                       |
| 2月    | 卒業応援ソング特集       | レミオロメン                       | 3月9日                                                           |
| 2月    | 卒業応援ソング特集       | 尾崎豊                             | 卒業                                                             |
| 2月    | 卒業応援ソング特集       | いきものがかり                     | ありがとう                                                       |
| 3月    | CHANGE                   | B'z                                | CHANGE THE FUTURE                                                |
| 3月    | CHANGE                   | 山下智久                           | 愛、テキサス                                                     |
| 3月    | CHANGE                   | FUNKY MONKEY BABYS                 | 大丈夫だよ                                                       |
| 3月    | CHANGE                   | 東京事変                           | 透明人間                                                         |
| 3月    | CHANGE                   | FUNKY MONKEY BABYS                 | ちっぽけな勇気                                                   |
| 3月    | CHANGE                   | さだまさし                         | 案山子                                                           |

2012年度
| 放送月 | テーマ               | アーティスト等                 | 曲等                               |
| ------ | -------------------- | ------------------------------ | ---------------------------------- |
| 4月    | 旅                   | ケツメイシ                     | 旅人                               |
| 4月    | 旅                   | miwa                           | 春になったら                       |
| 4月    | 旅                   | Enya                           | Book of Days                       |
| 4月    | 旅                   | B'z                            | STAY GREEN～未熟な旅はとまらない～ |
| 4月    | 旅                   | Shakira                        | Ciega,sordomuda                    |
| 5月    | 爆笑                 | SMAP                           | さかさまの空                       |
| 5月    | 爆笑                 | 布袋寅泰                       | さらば青春の光                     |
| 5月    | 爆笑                 | 松山千春                       | 君を忘れない                       |
| 5月    | 爆笑                 | タオルズ                       | 君に幸あれ                         |
| 5月    | 爆笑                 | いきものがかり                 | 笑ってたいんだ                     |
| 5月    | 爆笑                 | 斉藤和義                       | 空に星が綺麗                       |
| 5月    | 爆笑                 | 大塚愛                         | SMILY                              |
| 6月    | オリンピック         | 大黒摩季                       | 熱くなれ                           |
| 6月    | オリンピック         | MISIA                          | 果てなく続くストーリー             |
| 6月    | オリンピック         | ゆず                           | 栄光の架橋                         |
| 6月    | オリンピック         | ハートフルホスピタル           | マンモグラフィ                     |
| 6月    | オリンピック         | THE BLUE HEARTS                | TRAIN-TRAIN                        |
| 6月    | オリンピック         | EXILE                          | 運命の人                           |
| 7月    | (放送休止)           | (休止)                         | (休止)                             |
| 8月    | 夏の思い出           | Whiteberry                     | 夏祭り                             |
| 8月    | 夏の思い出           | Cliff Richard                  | On The Beach                       |
| 8月    | 夏の思い出           | ケツメイシ                     | 夏の思い出                         |
| 8月    | 夏の思い出           | 松下しげき                     | 証                                 |
| 8月    | 夏の思い出           | いきものがかり                 | 風が吹いている                     |
| 8月    | 夏の思い出           | 安室奈美恵                     | get myself back                    |
| 8月    | 夏の思い出           | zone                           | secret base 〜君がくれたもの〜     |
| 9月    | あき                 | Hilcrhyme                      | 春夏秋冬                           |
| 9月    | あき                 | アンダーグラフ                 | ツバサ                             |
| 9月    | あき                 | 中森明菜                       | DESIRE                             |
| 9月    | あき                 | 槇原敬之                       | どんなときも。                     |
| 9月    | あき                 | 松下しげき                     | 勲章                               |
| 9月    | あき                 | 松下しげき                     | 愛の街、石川                       |
| 9月    | あき                 | クレイジーケンバンド           | せぷてんばぁ                       |
| 10月   | 元気のもと           | 金沢大学附属中学校合唱部       | 金沢大学附属中学校校歌             |
| 10月   | 元気のもと           | 金沢大学附属中学校合唱部       | fight                              |
| 10月   | 元気のもと           | ブラザートム                   | WON'T BE LONG                      |
| 10月   | 元気のもと           | Queen                          | Don't Stop Me Now                  |
| 10月   | 元気のもと           | ハートフルホスピタル           | 血液サラサラ音頭                   |
| 10月   | 元気のもと           | ハートフルホスピタル           | 伝えられないありがとう             |
| 10月   | 元気のもと           | Carpenters                     | Top of the World                   |
| 11月   | がんばれ!松井秀喜!   | The Beatles                    | Day Tripper                        |
| 11月   | がんばれ!松井秀喜!   | 森高千里                       | ファイト!!                         |
| 11月   | がんばれ!松井秀喜!   | 尾崎豊                         | シェリー                           |
| 11月   | がんばれ!松井秀喜!   | 布袋寅泰                       | BATTLE WITHOUT HONOR OR HUMANITY   |
| 11月   | がんばれ!松井秀喜!   | 井上陽水奥田民生               | にじむ虹                           |
| 12月   | クリスマス           | 北陸学院高校ハンドベルクワイア | クリスマスソングメドレー           |
| 12月   | クリスマス           | 北陸学院高校ハンドベルクワイア | 赤鼻のトナカイ                     |
| 12月   | クリスマス           | 松下しげき                     | 永久                               |
| 12月   | クリスマス           | 松下しげき                     | クリスマスイブ                     |
| 12月   | クリスマス           | 小柳ゆき                       | ブルークリスマス                   |
| 12月   | クリスマス           | 松任谷由実                     | 恋人がサンタクロース               |
| 12月   | クリスマス           | 松下しげき                     | きよしこの夜                       |
| 12月   | クリスマス           | 北陸学院高校ハンドベルクワイア | きよしこの夜                       |
| 12月   | クリスマス           | WHAM                           | Last Christmas                     |
| 1月    | ヒーロー             | ウルトラセブン主題歌           | ウルトラセブンの歌                 |
| 1月    | ヒーロー             | ウルトラマンティガ主題歌       | TAKE ME HIGHER                     |
| 1月    | ヒーロー             | 仮面ライダー主題歌             | レッツゴー!!ライダーキック         |
| 1月    | ヒーロー             | 仮面ライダー電王主題歌         | Climax Jump                        |
| 1月    | ヒーロー             | グレートマジンガー主題歌       | おれはグレートマジンガー           |
| 1月    | ヒーロー             | タイガーマスク主題歌           | みなし児のバラード                 |
| 1月    | ヒーロー             | ONE PIECE主題歌                | ウィーアー!                        |
| 1月    | ヒーロー             | ナルト主題歌                   | はじめて君としゃべった             |
| 1月    | ヒーロー             | キックの鬼主題歌               | キックの鬼                         |
| 1月    | ヒーロー             | ジョジョの奇妙な冒険主題歌     | ROUNDABOUT                         |
| 2月    | ご当地アイドル       | おやゆびプリンセス             | ごめんねサマー                     |
| 2月    | ご当地アイドル       | おやゆびプリンセス             | キラキラ                           |
| 2月    | ご当地アイドル       | アミーガス                     | 君は君らしく                       |
| 2月    | ご当地アイドル       | アミーガス                     | わたしアイドル                     |
| 2月    | ご当地アイドル       | アミーガス                     | ごめんねダーリン                   |
| 2月    | ご当地アイドル       | おやゆびプリンセス             | 君を連れて                         |
| 2月    | ご当地アイドル       | アミーガス                     | バーナルデー                       |
| 3月    | 北陸“アニメ聖地巡礼” | らき☆すた主題歌                | もってけ!セーラーふく              |
| 3月    | 北陸“アニメ聖地巡礼” | 花咲くいろは主題歌             | ハナノイロ                         |
| 3月    | 北陸“アニメ聖地巡礼” | 花咲くいろは劇場版主題歌       | 影踏み                             |
| 3月    | 北陸“アニメ聖地巡礼” | 電脳コイル主題歌               | プリズム                           |
| 3月    | 北陸“アニメ聖地巡礼” | 中二病でも恋がしたい！挿入歌   | 始まりの種                         |
| 3月    | 北陸“アニメ聖地巡礼” | おおかみこどもの雨と雪BGM      | *                                  |
| 3月    | 北陸“アニメ聖地巡礼” | おおかみこどもの雨と雪主題歌   | おかあさんの唄                     |

## 出演者

### MC
現在
- 神戸和貴（2012年3月～）

過去
- 片山千恵子（2010年4月～2012年1月）

※2011年9月は、片山の別番組収録等の業務のため、西川順一が担当した。

### 編集責任者
- 福井慎二（2010年4月〜2011年5月）
- 石井かおる（2011年6月〜）

※福井は番組が開始してすぐ放送に登場してMCの片山とともにおしゃべりをしていたが、石井は片山の発言に対して反応を示す形で登場し、いわゆる影で見守る形式をとっていた。

### ゲスト
2011年度
| 放送月 | 肩書                             | 氏名                       | 出演趣旨                                   |
| ------ | -------------------------------- | -------------------------- | ------------------------------------------ |
| 4月    | (放送休止)                       | (休止)                     | (休止)                                     |
| 5月    | 能美市国際交流員                 | マーク                     | いしかわ bonito bonito出演                 |
| 5月    | 北陸先端科学技術大学院大学研究員 | ティーダー                 | いしかわ bonito bonito出演                 |
| 6月    | NHK金沢放送局アナウンサー        | 石井かおる                 | 着任あいさつ                               |
| 6月    | NHK金沢放送局アナウンサー        | 神戸和貴                   | 着任あいさつ及びいしかわ bonito bonito出演 |
| 7月    | NHK金沢放送局アナウンサー        | 宮崎浩輔                   | トーク                                     |
| 7月    | NHK金沢放送局アナウンサー        | 神戸和貴                   | トーク                                     |
| 7月    | NHK金沢放送局アナウンサー        | 石井かおる                 | いしかわ bonito bonito出演及び番組後半MC   |
| 7月    | NHK金沢放送局アナウンサー        | 塚本堅一                   | 離任あいさつ                               |
| 8月    | (放送休止)                       | (休止)                     | (休止)                                     |
| 9月    | NHK金沢放送局キャスター          | 亀井和恵                   | トーク                                     |
| 10月   | NHK金沢放送局ディレクター        | 石川職員                   | どいね寿司PR                               |
| 10月   | NHK金沢放送局キャラクター        | ことじろう                 | おーいことじろう通信PR                     |
| 10月   | NHK金沢放送局企画総務部職員      | 松浦職員                   | ことじろうの付添                           |
| 11月   | 大杉ミュージカルシアター主催者   | Gart Thomas Westerhout     | トーク                                     |
| 11月   | あさイチレポーター               | 篠山輝信                   | いしかわ bonito bonito出演                 |
| 12月   | NHK金沢放送局アナウンサー        | 神戸和貴                   | トーク及び中継リポーター                   |
| 12月   | 石川県担当サンタクロース         | 宮崎浩輔アナ似のサンタさん | トーク                                     |
| 12月   | 石川県内高等学校                 | 放送部・天文部生徒         | トーク                                     |
| 12月   | 星稜高校                         | 合唱部生徒                 | 合唱披露                                   |
| 12月   | 観光ボランティアガイド           | 磯部雄三                   | 電話インタビュー(加賀地方枠)               |
| 12月   | レディーカガ会員番号1番          | 天池英子                   | 電話インタビュー(加賀地方枠)               |
| 12月   | 民宿経営                         | 瀬川由美子                 | 電話インタビュー(能登地方枠)               |
| 12月   | 酒造会社若女将                   | 金七聖子                   | 電話インタビュー(能登地方枠)               |
| 12月   | ジャズギタリスト                 | TK水野                     | トーク及び演奏披露                         |
| 12月   | エフエム石川パーソナリティ       | 松岡理恵                   | トーク                                     |
| 1月    | トランポリン選手                 | 伊藤正樹                   | いしかわ bonito bonito出演                 |
| 2月    | NHK金沢放送局キャスター          | 亀井和恵                   | トーク                                     |
| 2月    | NHK金沢放送局アナウンサー        | 片山千恵子                 | 離任あいさつ                               |
| 3月    | NHK金沢放送局キャスター          | 今崎宏美                   | 新キャスター紹介                           |
| 3月    | NHK金沢放送局キャスター          | 石黒綾佳                   | 新キャスター紹介                           |
| 3月    | NHK金沢放送局キャスター          | 源田愛莉那                 | 新キャスター紹介                           |
| 3月    | お笑いタレント                   | ぶんぶんボウルとよ         | 輪島観光PR及びトーク                       |
| 3月    | お笑いタレント                   | ぶんぶんボウルまーし       | 輪島観光PR及びトーク                       |
| 3月    | NHK金沢放送局編成事業部職員      | 阿部職員                   | オンバト+収録PR                            |

2012年度
| 放送月 | 肩書                                 | 氏名                 | 出演趣旨                                   |
| ------ | ------------------------------------ | -------------------- | ------------------------------------------ |
| 4月    | 雑誌編集長                           | 原田邦昭             | 大型連休中のおすすめ旅行プランの紹介       |
| 4月    | NHK金沢放送局キャスター              | 三原千明             | 新キャスター紹介                           |
| 4月    | NHK名古屋放送局アナウンサー          | 長野亮               | 音楽に詳しい長野アナによるおすすめ曲の紹介 |
| 5月    | お笑いタレント                       | さらば青春の光       | 『オンバト+』収録参加及び爆笑話披露        |
| 5月    | お笑いタレント                       | THE GEESE            | 『オンバト+』収録参加及び爆笑話披露        |
| 5月    | お笑いタレント                       | スパイク             | 『オンバト+』収録参加及び爆笑話披露        |
| 5月    | お笑いタレント                       | ヒューマン中村       | 『オンバト+』収録参加及び爆笑話披露        |
| 6月    | NHK金沢放送局アナウンサー            | 荒井匡               | 着任あいさつ                               |
| 6月    | ロンドン五輪重量挙げ女子53kg級代表   | 八木かなえ           | インタビュー                               |
| 6月    | ロンドン五輪重量挙げ女子75kg超級代表 | 嶋本麻美             | インタビュー                               |
| 6月    | 医療系バンド                         | ハートフルホスピタル | インタビュー                               |
| 6月    | ロンドン五輪トランポリン代表         | 岸彩乃               | インタビュー                               |
| 6月    | ロンドン五輪トランポリン代表         | 伊藤正樹             | インタビュー                               |
| 7月    | (放送休止)                           | (休止)               | (休止)                                     |
| 8月    | ロンドン五輪高飛び込み代表           | 中川真依             | トーク                                     |
| 9月    | NHK金沢放送局アナウンサー            | 早坂隆信             | 着任あいさつ                               |
| 9月    | シンガーソングライター               | 松下しげき           | トーク                                     |
| 10月   | KCTアナウンサー                      | 多賀祐子             | MC                                         |
| 10月   | タレント                             | ブラザートム         | トーク及び生歌披露                         |
| 10月   | 金沢大学附属中学校                   | 合唱部生徒           | 合唱披露                                   |
| 10月   | 医療系バンド                         | ハートフルホスピタル | トーク及び生歌披露                         |
| 10月   | 金沢大学医薬保健学域医学類           | 学園祭実行委員       | 学園祭PR                                   |
| 11月   | NHK金沢放送局キャスター              | 三原千明             | トーク                                     |
| 11月   | 松井秀喜ベースボールミュージアム館長 | 松井昌雄             | トーク                                     |
| 12月   | KCTアナウンサー                      | 多賀祐子             | MC                                         |
| 12月   | 北陸学院高校                         | ハンドベルクワイア   | トーク及び生演奏披露                       |
| 12月   | シンガーソングライター               | 松下しげき           | トーク及び生歌披露                         |
| 1月    | NHK金沢放送局アナウンサー            | 荒井匡               | トーク                                     |
| 2月    | NHK福井放送局アナウンサー            | 大橋拓               | MC                                         |
| 2月    | おやゆびプリンセス                   | 中内杏菜             | トーク                                     |
| 2月    | おやゆびプリンセス                   | 大村萌子             | トーク                                     |
| 2月    | おやゆびプリンセス                   | 元谷可奈             | トーク                                     |
| 2月    | アミーガス                           | ひなの               | トーク                                     |
| 2月    | アミーガス                           | ゆうほ               | トーク                                     |
| 2月    | アミーガス                           | ゆま                 | トーク                                     |
| 3月    | NHK福井放送局アナウンサー            | 大橋拓               | MC                                         |
| 3月    | NHK富山放送局アナウンサー            | 小西政親             | MC                                         |
| 3月    | 国際大学客員研究員                   | 境真良               | トーク                                     |

## その他
- 2011年12月は「クリスマススペシャル」として同年12月24日の14:00～18:00に放送された。
- 2012年10月・2012年12月は『まちスタ・ジュークBOX』として、KCTの番組『まちスタ』とのコラボで香林坊ラモーダから公開生放送された。